# Fuck Him He's a DJ
Pistes de I Am the Dance Commander + I Command You to Dance: The Remix Album et Blow (EP)
TiK ToK
(3) Animal
(5)
Fuck Him He's a DJ est une chanson de l'artiste et compositrice américaine Kesha, issue de son premier album de remixes, I Am the Dance Commander + I Command You to Dance: The Remix Album (2011). La chanson a été écrite par Kesha, Tom Neville, Olivia Nervo, Miriam Nervo et a été produite par Tom Neville. Il s'agit de la seule chanson figurant sur l'album qui a été dévoilée précédemment en tant que chanson inédite, au lieu d'une version remixée d'une chanson déjà dévoilée.

## Développement
Fuck Him He's a DJ a été écrite par Kesha ainsi que par les sœurs Nervo et Tom Nellive, qui a produit la piste. Elle avait originellement été enregistrée pour apparaître sur le premier album de Kesha, Animal, cependant elle n'a pas été choisie pour y figurer, bien que sa fuite s'ensuivît. Elle devait après ceci, figurer sur son premier EP, Cannibal mais n’apparut toujours pas sur l'album. Plus tard, elle fut choisie pour être interprétée lors de sa première tournée, le Get Sleazy Tour, ce qui a conduit à sa publication retardée en tant que quatrième piste sur I Am the Dance Commander + I Command You to Dance: The Remix Album. Dans les pays où l'album de remixes n'a pas été publié, comme le Royaume-Uni, la chanson a quand même été publiée en tant que face B de Blow dans l'EP du single.

## Classement
| Classement (2011)    | Meilleure position |
| -------------------- | ------------------ |
| Canada (Hot 100)     | 75                 |
| États-Unis (Hot 100) | 97                 |